# Ligne d'Albi à Saint-Juéry
La ligne d'Albi à Saint-Juéry est une courte ligne ferroviaire française à écartement standard, et à voie unique qui relie Albi à Saint-Juéry, dans le département du Tarn. Elle a aujourd'hui le statut de ligne fermée, la voie étant maintenue en place.
Elle constitue la ligne no 742 000 du réseau ferré national.

## Histoire
Cette ligne a été déclarée d'utilité publique par la loi du 20 juin 1881. Elle concernait le tronçon d'Albi à Saint-Affrique d'une ligne d'Albi au Vigan par Saint-Juéry.
Elle a été concédée à titre définitif à la Compagnie des chemins de fer du Midi et du Canal latéral à la Garonne sous l'intitulé d'une ligne d'Albi à Saint-Affrique par une convention signée entre le Ministre des travaux publics et la compagnie le 9 juin 1883. Cette convention est approuvée par une loi le 20 novembre suivant.
La section d'Albi à Saint-Juéry a été ouverte à l'exploitation le 24 décembre 1899. Elle a été fermée au service des voyageurs le 19 janvier 1934.
L'ensemble de la ligne d'Albi à Saint-Affrique est déclassée par une loi le 30 novembre 1941. Toutefois cette mesure a été en partie rapportée et limitée au tronçon entre Saint-Juéry et Saint-Affrique dont la plate-forme est achevée en 1932 avec la participation aux travaux de prisonniers de guerre allemands sans que les voies ne soient jamais posées. Les routes départementales 172 dans le département du Tarn de Saint-Juéry à la limite départementale avec le département de l'Aveyron et 200 dans ce département de cette limite jusqu'à Saint-Izaire  ont été établies sur cette plate-forme. De Saint-Izaire à Saint-Affrique, la plate-forme inutilisée est disponible pour une voie verte. Celle-ci serait établie dans le prolongement de celle réalisée de Saint-Affrique à Saint-Jean d'Alcapiès  sur l'ancienne ligne Saint-Affrique-Tournemire.
En 2016 la ligne d'Albi à Saint-Juéry fait toujours partie du patrimoine de la SNCF.

## Infrastructure
Cette ligne comporte quelques petits ponts et des passages à niveau gardés mais pas de tunnels.
La ligne est commune à l'ancienne ligne d'Albi à Castres (déclassée depuis le dépôt de la STELLA) jusqu'à la bifurcation de Rayssac.
L'EP STELLA était utilisé pour alimenter le dépôt de carburant et l'usine de béton (ciment) située à côté ; elle n'est plus utilisée[réf. nécessaire].

## Exploitation
La ligne desservait des entreprises telles que la VOA ou la RAGT.
La ligne était parcourue par des trains de passagers et des trains de fret tirés par des BB 66000, des BB 63000, des Y 8000 et des BB 67400 du fret.
Les trains de fret étaient constitués de wagons trémies, tombereaux, plats, bâches ou couverts.